# Marijan Gajšak
Marijan Gajšak (Klanjec, 14. kolovoza 1944. – Zagreb, 6. veljače 1993.), hrvatski katolički svećenik, isusovac, akademski kipar, slikar, ekumenist. 

## Životopis
Rođen je u Dolu Klanječkom (Hrvatsko zagorje). Osmogodišnju je školu polazio u Klanjcu od 1951. do 1959., gdje je primijećena njegova nadarenost za likovno izražavanje. Stupio je u sjemenište godine 1959. a srednjoškolsko obrazovanje stekao je u Interdijecezanskoj srednjoj školi za spremanje svećenika u Zagrebu (1959. – 1965.).
U Družbu Isusovu stupio je 1961. u Zagrebu te je nakon dvogodišnjega novicijata, 1963. nastavio gimnaziju i maturirao 1965. godine. Tada je kao nadareni slikar na svili izradio dva zastora za svetohranište na Fratrovcu: Dijete Isus i Jaganjac Božji.
Od 1966. do 1968. studirao je filozofiju na Filozofsko-teološkom institutu Družbe Isusove. Nakon filozofije dvije je godine radio na uređenju kapele za isusovačko sjemenište na Fratrovcu u Zagrebu. U tom razdoblju kao samouki umjetnik oblikovao je monumentalni brončani kip Srca Isusova, brončane oltarne reljefe janjeta i evanđelista, procesioni križ s korpusom te 4 velika vitraja.
Studij teologije od 1970. također pohađa na FTI-u u Zagrebu. Za svećenika je zaređen godine 1973. u Zagrebu te potom poslan na pastoralnu službu u Osijek.
Od 1974. studirao je na Papinskom orijentalnom institutu u Rimu, a u susjednom Papinskom ruskom kolegiju primio je liturgijsku formaciju bizantskoga obreda slavenske tradicije.
Studij kiparstva (1975. – 1978.) pohađa na Akademiji lijepih umjetnosti u Rimu u klasi talijanskog kipara Pericla Fazzini. U Pariz odlazi 1978. g na specijalni studij kiparstva na Eccole nationale supériore des Beaux-arts u klasi prof. Mihaela Carpentier.
U Zagrebu na Filozofsko-teološkom institutu Družbe Isusove (FTI) od 1980. pa do smrti 1993. predaje Estetiku i umjetnost u funkciji sakralnog. Osim što je od 1980. marljivo radio na umjetničkim projektima u svom ateljeu na Fratrovcu u Zagrebu o. Marijan Gajšak je revno i predano obavljao svoju službu svećenika i duhovnika. 
Bio je član Hrvatskog društva likovnih umjetnika (HDLU) i član Časnoga suda HDLU.

## Profil

### Zaljubljenost u kršćanski Istok
Za kršćanski Istok ga je već u novicijatu 1962. g. oduševio o. Mihael Lacko, prof. na Papinskom orijentalnom institutu u Rimu, Slovak koji je studirao filozofiju u Zagrebu na FTI-u i često dolazio u Hrvatsku.
Gajšak je bio oduševljeni ljubitelj kršćanskog istoka pa je 1976. ishodio dopuštenje kao biritualac služi liturgiju i na bizantsko-slavenskom obredu. Bio je pobožni liturg, istančani propovjednik, ispovjednik i voditelj duhovnih vježbi. Zapadnjak po rođenju, Istočnjak po sklonostima, kroz sjaj i raskoš liturgije Istoka cijelog je života otkrivao ljepotu kršćanskih istina zaodjevenih u poetično ruho Crkvenih otaca. I kako sam piše: Iz tih izvora ključali su i energetski impulsi u likovno-kreativnom propinjanju i prodoru u riznicu svijeta ljepote.
Svojim lirskim tenorom do kraja života je ostao vjeran Muškome zboru grkokatoličke župe sv. Ćirila i Metoda u Zagrebu.

### Isusovac: svećenik i umjetnik
Marijan Gajšak, akademski kipar i slikar, rođen je u jednom od najljepših kutaka Hrvatskog zagorja, u malešnom gradiću Klanjcu koji se dići sinovima poput slikara Otona Ivekovića, kipara Antuna Augustinčića, oca hrvatske himne Antuna Mihanovića, jezikoslovca Ivana Broza i mnogim drugim velikanima duha i kulture. Cijeli mu je relativno kratak život protekao – kako je volio reći – u otkrivanju tragova ljepote prosute svijetom. Autor je mnogih kipova, reljefa, bista, vitrajnih kompozicija i slika postavljenih po crkvama i crkvenim ustanovama.
Njegovo stvaralačko uspinjanje započelo je velikom narudžbom likovnog rješenja kapele u isusovačkom sjemeništu na Fratrovcu u Zagrebu i monumentalnim brončanim kipom Krista što gorućim srcem ljubavi želi zapaliti cijeli svijet. Od tada će bronca i vitraji postati njgove omiljene tehnike umjetničkog stvaranja. To su simboli iskonske čežnje za trajanjem u vremenu ali i krhkosti ljudskog života. Vitraji i bronca fratrovačke kapele zauvijek su označili karakter njihova tvorca: razbuktala čežnja za stvaralačkom slobodom i zadani zakoni liturgije.  Do kraja života pater Marijan ostat će razapet između svećenika liturga i rođenog umjetnika u grozničavoj napetosti traženja sinteze. U njegovu poimanju svijeta svoja je umjetnička djela izvodio kao oblik molitve, onog najtananijega unutrašnjeg bića koje u tišini promišlja susret pojedinca sa Svevišnjim. To je za njega bila svrha umjetničkog stvaralaštva.
Za njega je umjetnost bila posudba uma, srca i ruku, napose ruku, apsolutnoj ljepoti i čudesnom sinergizmu božansko-ljudskog stvaranja bojom i volumenom. Tražeći savršenstvo snažnom čežnjom da barem dijelom dotakne stvoreno od Stvoritelja ostat će trajno nezadovoljan postignutim. U tom smislu će u posljednjoj fazi svog prerano ugaslog života biti najsretniji u neobaveznoj igri kredom, tušom i pastelom na krhkom materijalu papira.  Nakon tragično razbijenih divovskih vitraja s evanđelistima u srpskim bombama razrušenoj mostarskoj katedrali, čini se kao da mu je najveći dio opusa ostao u skicama. U relativno kratkom životu nije mogao stvoriti veliki opus ali je ostao jedinstven i neponovljiv u suzvježđu hrvatskih likovnih umjetnika.
Kao vrstan majstor crteža, kolorist i vitrajist istakao se u uređivanju sakralnih prostora. Iz vremena od 1980.  pa sve do smrti nastaju njegi vitraji Navještenja Bogorodici za kapelu sestara Srca Isusova u Rijeci na Drenovi, vitraji gigantskih razmjera za novu katedralu u Mostaru (nažalost oštećeni u ratu 1991-1995.) i vitraji u crkvi na Otoku Gospe od milosti u Boki kotorskoj. Nacrti za vitraje kapele na Jordanovcu koji nažalost zbog umjetnikove bolesti nisu realizirani. 
U tom razdoblju nastalo je i monumentalno brončano raspelo za župnu crkvu u Gornjim Andrijevcima Consumatum est, inspirirano kršćankim ikonama. Radi se o izvanrednom umjetničkom djelu čije su replike izlivene u bronci postavljene na križevima na nekoliko lokacija (Klanjec, Vrbnik, Jordanovac…). Manje brončano raspelo Marijana Gajšaka krasi i kapelu sestara franjevki u Barutanskom jarku u Zagrebu. Tu su i izvrsne brončane biste dobročinitelja Fidela Gätza, kardinala Augustina Bea, Ruđera Boškovića i bl. Ivana Merza. Valja spomenuti reljef anđela na praznom grobu, reljef svećenika, elegantni kip Bogorodice Fiat voluntas tua i sv. Josipa radnika. Tu je izvanredna skulptura Zamišljena djevojka i Molitva.
Radi i medaljone u bronci uz 100. obljetnicu Glasnika Srca Isusova i Marijina, Izidora Poljaka, sv Ignacija Lojole i Stjepana Glavača. 
Od stvorenog opusa već je spomenut nevjerojatni uzlet zabilježen kapelicom Srca Isusova na Fratrovcu u Zagrebu dok među najljepša djela treba ubrojiti vitraje Navještenja Bogorodici na Drenovi u Rijeci. Osobno o. Marijan Gajšak najviše se ponosio slikom Bogorodice s djetetom Isusom Sućuti puna pod utjecajem ikonografije kršćanskog Istoka nastale jedne noći osamdesetih godina u njegovom ateljeu na Fratrovcu. Nju je držao u na štafelaju do svoje smrti i gotovo svakodnevno dodirivao pokojim potezom. Iza njega ostala je hrpa skica i pokušaja te nedovršeni Sokol u uzletu za Gomilu u Maksimiru. 
U Raspetom Kristu za župnu crkvu u Andrijevcima kao da se utjelovila sva duhovna i tjelesna drama patra Marijana, umjetnika i svećenika, pred zagonetkom smrti i dramatičnim pitanjem Onom koji upravlja životima ljudi te je u svojoj promisli odlučio u 49. godini prekinuti njegov stvaralački uzletjeli život i uvesti ga u pozemljarima nedokučiv misterij vječnosti. 
U hrvatskoj umjetnosti XX. stoljeća umjetnost Marijana Gajšaka, umjetnika klasične stilistike, ima vidno mjesto. Po osnovnoj volaciji kipar, potvrđivao se i slikarstvom, poglavito vitrajnim kompozicijama. U umjetnosti sakralne tematike svojim je umjetničkim talentom, svome svećeničkom pozivu i predanju dao je neponovljivu dimenziju ljepote i duhovnosti.

## Samostalne izložbe
- 1980. Izložba skulptura u sjemeništu Augustin Bea u Zagrebu
- 1988. Izložba skulptura i crteža, Studio galerije Karas
- 1991. Susret vidljivog i nevidljivog, salon Galerije Antuna Augustinčića, Klanjec
- 1992. Skice za vitraj, Galeria Gabriel, Zagreb
- 1993. Miljem glazbe i likotvora, Fortezza, Muzejsko-galerijski centar, Zagreb
- 2014. Retrospektiva: Povratak u Klanječki Dol, u Izložbenoj dvorani Kulturnog centra Klanjec

## Vanjske poveznice
- Marijan Gajšak - Galerija djela[neaktivna poveznica]
- Izložba radova isusovca Marijana Gajšaka u Klanjcu, IKA, 12. rujna 2014., IKA N - 162991/9